# Chivu Stoica

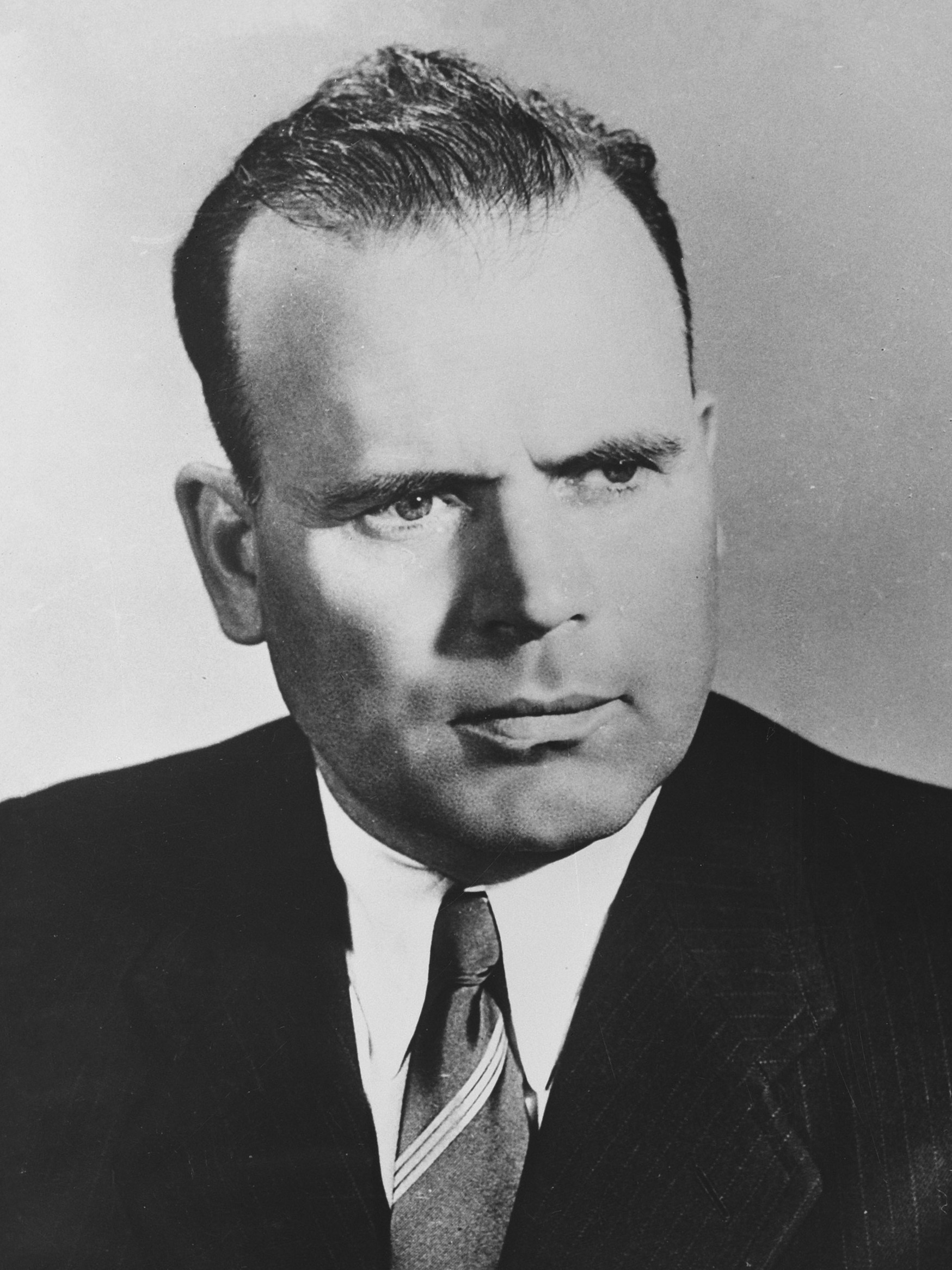
Chivu Stoica, 1957

Chivu Stoica (* 8. August 1908 in Smeieni, Königreich Rumänien; † 18. Februar 1975 in Bukarest, Rumänien) war ein rumänischer kommunistischer Politiker.
Stoica war Ministerpräsident der Volksrepublik Rumänien von 1955 bis 1961 und dann – als Nachfolger von Gheorghe Gheorghiu-Dej – Staatsratsvorsitzender der Sozialistischen Republik Rumänien von 24. März 1965 bis zum 9. Dezember 1967. Sein Nachfolger im Amt des Staatsoberhauptes war Nicolae Ceaușescu, der bereits 1965 nach dem Tod von Gheorghiu-Dej Generalsekretär der Rumänischen Kommunistischen Partei geworden war.

## Frühes Wirken
Nachdem Chivu Stoica seine Lehre bei einer Eisenbahngesellschaft abgeschlossen hatte, arbeitete er zunächst in einer metallurgischen Fabrik. 1929 trat er der illegalen kommunistischen Jugendorganisation bei. Anfang der 1930er Jahre ging er einer Beschäftigung als Kesselschmied in den Grivița-Werken nach. Im Juni 1934 fand in Craiova ein Berufungsprozess statt, bei dem sich eine kommunistische Gruppe, die sich um Gheorghe Gheorghiu-Dej gebildet hatte, wegen Rebellion, Streikhetze und den damit einhergehenden Ausschreitungen im Januar/Februar 1933 verantworten musste. Der damals 25-jährige Chivu Stoica war neben Gheorghe Vasilichi und Dumitru Petrescu ebenfalls Teil der illegalen Gruppe, die regelmäßig zu Streiks in der Eisenbahnbranche aufrief. Wegen seiner Beteiligung an der Grivița-Rebellion wurde Stoica letztlich zu einer zwölfjährigen Haftstrafe verurteilt, die er zunächst im Gefängnis Aiud verbrachte. Allerdings wurde der an Syphilis erkrankte Häftling am 15. Mai 1937 in das Gefängnis Doftana verlegt. Weitere Teile seiner Haftstrafe verbrachte Stoica im Gefängnis von Caransebeș und dem Hochsicherheitsgefängnis von Târgu Jiu.

## Im Nachkriegsrumänien
Ihren illegalen Status verlor die kommunistische Bewegung in Rumänien mit dem Einmarsch der Roten Armee und der Kriegswende. Mit Unterstützung der Sowjetunion kam die Rumänische Kommunistische Partei (RKP) schließlich an die Macht. 1948 wurde Gheorghe Gheorghiu-Dej Generalsekretär und sowohl Gheorghe Apostol als auch Stoica kümmerten sich fortan um die Gewerkschaften. Im Zuge der Entstalinisierung forderte Nikita Chruschtschow die Trennung der Ämter des Ministerpräsidenten und des Parteichefs. Aus diesem Grund überließ Dej Stoica im Oktober 1955 den Posten des Ministerpräsidenten, um selbst den wesentlich einflussreicheren Parteivorsitz zu übernehmen. Nach dem Tode Dejs 1965 war unklar, wer dessen Nachfolge antreten sollte. Potenzieller Kandidat war neben Nicolae Ceaușescu, Gheorghe Apostol und Alexandru Drăghici auch Stoica. Ceaușescu versprach Stoica allerdings den Vorsitz des Staatsrates – vorausgesetzt dieser verzichte auf den Parteivorsitz. Stoica willigte ein. Vollständig ausfüllen konnte er das Amt ohnehin nicht: in den darauffolgenden Jahren entwickelte er zunehmend eine Geistesverwirrung. Als Ceaușescu 1967 das Konzept der kollektiven Führung aufgab, übernahm er am 9. Dezember neben dem Parteivorsitz auch das Amt des Vorsitzenden des Staatsrates. Stoica ernannte er daraufhin zum „Präsidenten der Zentralen Parteikontrollkommission der PCR (Colegiul Central de Partid)“.

## Tod
Am 18. Februar 1975 starb Chivu Stoica. Er soll sich mit einem Gewehr erschossen haben. Belegt ist diese Behauptung allerdings bis heute nicht. So erklärte Ion Gheorghe Maurer nach dem Sturz Ceaușescus: „Uns wurde mitgeteilt, er hätte sich umgebracht […] Motive wurden nicht genannt […] Es kann durchaus sein, dass sein Tod arrangiert war. Eine Untersuchung hat es nicht gegeben.“ Auch Stoicas Ehefrau, Maria Manolescu-Stoica, zweifelte den vermeintlichen Selbstmord ihres Mannes an.